# Arkadi Shevchenko
Arkadi, Arkady o Arkadiy Nikolayevich Shevchenko (ruso: Аркадий Николаевич Шевченко; 11 de octubre de 1930-28 de febrero de 1998) fue un diplomático soviético de origen ucraniano, siendo el funcionario de más alto rango de ese origen en haber desertado a Occidente.
Shevchenko se unió al servicio diplomático de la URSS cuando era aún era joven, y fue paulatinamente ascendiendo a través del escalafón del Ministerio de Soviético de Relaciones Exteriores, convirtiéndose en asesor de nada menos que del virtualmente "perpetuo" ministro de RR.EE. Andréi Gromyko.
En 1973 fue nombrado Secretario General Adjunto (SGA) de las Naciones Unidas. Durante su misión en la sede de la ONU en la ciudad de Nueva York, Shevchenko comenzó a pasar documentos secretos soviéticos a la  Agencia Central de Inteligencia (CIA) estadounidense. Finalmente, en 1978 cortó todos sus lazos con la Unión Soviética y desertó a los Estados Unidos.

## Primeros años y educación
Arkadi nació en el pueblo de Jórlivka, el este de la entonces República Socialista Soviética de Ucrania, pero cuando sólo tenía cinco años de edad su familia se trasladó a Eupatoria, una pequeña ciudad turística situada en la península y república autómoma de Crimea, sobre el Mar Negro, donde su padre médico era el administrador de un sanatorio especializado en tratar a enfermos de tuberculosis.
Cuando Crimea fue invadida por la formidable maquinaria de guerra nazi (Wehrmacht) en 1941, él y su madre, junto con los pacientes en el sanatorio, fueron evacuados a Torgai, en las lejanas montañas siberianas conocidas como Altái. Su familia recién se volvería a reunir en 1944, cuando ya los nazis habían sido expulsados de Crimea.
Shevchenko se graduó de la escuela secundaria en 1949, cuatro años después de la finalización de la Segunda Guerra Mundial, y ese mismo año fue admitido en el Instituto Estatal de Moscú de Relaciones Internacionales.
Allí estudió legislación soviética ley, teoría marxista-leninista y doctrina estalinista, y se entrenó para ser un futuro diplomático para el servicio exterior del Estado.
En 1951 se casó con Lina (Leongina), una compañera de estudios, en 1951. Se graduó en 1954, pero continuó con sus estudios de posgrado.

## Carrera de Relaciones Exteriores
En 1956, Shevchenko se unió al servicio exterior de la Unión Soviética como un agregado y se asignó a la OMO (Departamento de Organizaciones Internacionales), el cual era la rama del Ministerio de Relaciones Exteriores de la URSS vinculada a a las relaciones con las Naciones Unidas y con ONGs (organizaciones no gubernamentales) extranjeras.
En 1958 fue enviado a la ciudad de Nueva York en una misión corta, de sólo tres meses, para representar a la Unión Soviética en la Asamblea General anual de las Naciones Unidas, como un "especialista en negociaciones sobre desarme".
Esta temprana exposición a la apertura y la libertad de la cultura occidental, fue un importante golpe para un joven e impresionable Shevchenko, quien hasta ese entonces había vivido toda su vida bajo el totalitario y represivo sistema soviético estalinista.
En 1962 Shevchenko asistió al Comité de Ginebra (Genève) sobre negociaciones de desarme, como miembro de la delegación soviética. Al año siguiente aceptó una misión como jefe de misión soviética en el Consejo de Seguridad y en la División de Asuntos Políticos de las Naciones Unidas.
Dado que este era un puesto permanente, y que él parecía ser "ideológicamente confiable", se le permitió a su familia acompañarlo a vivir a la ciudad de Nueva York.
Continuó en ese puesto hasta 1970, cuando fue nombrado asesor de Andrei Gromiko. Sus funciones llegarían a abarcar una amplia gama de iniciativas de política exterior soviética. En 1973 Shevchenko fue promovido, convirtiéndose en Secretario General Adjunto de las Naciones Unidas. 
A pesar de que nominalmente era empleado de las Naciones Unidas y que, por lo tanto, le debía lealtad a esa organización internacional, natural y obviamente se esperaba que defendiese las políticas y "objetivos ideológicos" de la URSS en ese organismo.
Finalmente se resentiría con las restricciones que le imponían sus superiores soviéticos, que le impedían llevar a cabo sus funciones como Secretario Adjunto de las Naciones Unidas de una manera idealmente imparcial y no sesgada.

## Espionaje y deserción
La primera mitad de la década de 1970 fue un momento de distensión (détente) entre el Bloque del Este (Pacto de Varsovia) y las naciones occidentales (OTAN). En ese lustro se firmaron el tratado SALT I de limitación de misiles nucleares balísticos, los Acuerdos de Helsinki, y se negociaron otros convenios menores.
Según las memorias de Shevchenko, se volvió cada vez más desilusionado con respecto a lo que él veía como una notable falta de voluntad de la URSS de cumplir con los acuerdos internacionales de este tipo que ella misma firmaba.
Tenía acceso inmediato al funcionamiento interno de la parte de la Nomenklatura (el Establishment soviético) abocada al diseño de la política exterior de la URSS, y comenzaría a sentir que el régimen estaba firmando acuerdos internacionales con la intención de obtener ganancias político-ideológicas a corto plazo (que les traerían desventajas a la larga), en vez de dedicarse a la encomiable idea de contribuir a la paz y seguridad mundial a largo plazo.
También llegó a creer que la planificación absolutamente centralizada de la economía, así como la insistencia por parte de la línea dura del Partido Comunista en mantener la suma del poder político y aferrarse a él, estaban privando excesivamente a la gente común de sus libertades básicas, las cuales, según comenzó a darse cuenta, no sólo les permitirían obtener mejoras a nivel personal, sino para el país como un todo. Sus largos años de exposición a las democracias capitalistas occidentales indudablemente habían causado un efecto duradero en él, y lo terminaron convenciendo de que los soviéticos estaban "tomando el camino equivocado", tanto económica como políticamente.
Shevchenko consideró brevemente renunciar a su posición en la ONU y volver a la Unión Soviética en un intento de dar los pasos iniciales para contribuir a cambiar el sistema desde dentro, pero pronto llegó a la conclusión de que llevar a cabo semejante intento habría sido una tarea imposible, ante un régimen aparentemente inmóvil e inconmovible. Además él no tenía ni el poder ni la influencia suficiente cono para intentar realizar cualquier cambio significativo. 
Para 1975 ya había decidido secretamente que desertaría a Occidente en algún momento del futuro cercano. Finalmente tomó la definitiva decisión de contactarse con la estadounidense Agencia Central de Inteligencia, con la idea inicial de pedirle, indirectamente por medio de ese organismo, asilo político al gobierno de los Estados Unidos. Allí se pondría en contacto con un agente de apellido Johnson. Sin embargo, la CIA presionó a que continúe en su puesto con las Naciones Unidas, para que, desde ese puesto de alta jerarquía diplomática, les proporcionase  información de primera línea sobre los planes (geo)políticos soviéticos a nivel internacional. 
Aunque temeroso de las terribles consecuencias que le acarrearía ser descubierto por el muy duro e implacable KGB, renuentemente acordó colaborar con la CIA. Durante los próximos tres años, se convertiría en efecto en un "doble agente" al servicio de los EE. UU.. 
Incluso realizaría un arriesgado viaje a La Habana, que lo expondría a ser capturado por el KGB soviético o, en su defecto, por la Dirección General de Inteligencia (DGI) cubana. No obstante, nada le sucedió en esa ocasión, lo que hacía suponer que todavía no era sospechoso de deserción. Para esa ocasión la CIA lo había provisto una pequeña máquina de afeitar manual, idéntica a la que el utilizaba habitualmente, pero que contenía un mango hueco, en el que se alojaba una pequeña lista de contactos a los que podía intentar acudir en la capital cubana ante una emergencia.
Aparente y externamente, seguiría siendo un fiel servidor del régimen soviético, dedicado a promover los objetivos político-ideológicos de la URSS en las Naciones Unidas, mientras que en realidad informaba a la CIA de la verdaderas intenciones de aquel.
A principios de 1978 se dio cuenta de un aumento de la vigilancia del KGB sobre sus propios movimientos. Luego, de repente, en marzo de ese año recibió un cable de Moscú según el cual se lo citaba para regresase a la capital soviética con carácter urgente, para realizarle "consultas". Sospechoso de la demanda, e intuyendo o dándose cuenta de que si volaba a Moscú tal vez nunca más se le permitiría volver a salir al extranjero (y eventualmente regresar a sus funciones dentro de las Naciones Unidas), llamó inmediatamente a su contacto con la CIA, exigiendo que se cumpliese con la antigua promesa de ésta otorgarle asilo político, cuando él se sintiese perseguido o lo suficientemente ansioso como para tomar esa irreversible decisión.

## Consecuencias
Desafortunadamente para Shevchenko, su esposa Lena, que hasta ese momento no sabía de sus planes de deserción, se negó a acompañarlo en su peligrosa "aventura" de traición al régimen soviético. Aunque él sutil e indirectamente ya le había adelantado sus ideas al respecto en 1976, durante las vacaciones que ambos compartieron en Miami, al sur del estado de la Florida, ella no estaba dispuesta a romper abruptamente sus vínculos con la URSS, y a perder los privilegios de que disfrutaba como esposa de un alto diplomático.
Ella fue inmediatamente llevada de regreso a Moscú, donde murió de forma misteriosa, supuestamente a causa de suicidio, menos de dos meses después. Esa tesis oficial sería luego confirmada por el general del KGB Oleg Kalugin, también posterior desertor a los EE. UU..
En la Unión Soviética, como era de esperarse en un caso de traición ("ideológica"), Shevchenko fue juzgado en ausencia, y condenado a la pena capital.
Desde 1978 hasta su muerte veinte años más tarde, en Bethesda, estado de Maryland, Shevchenko vivió en los Estados Unidos y se mantendría activo a través de la escritura de artículos y contribuciones para varias publicaciones políticas. Asimismo también, de vez en cuando, solía brindar conferencias.
En 1985 publicó su autobiografía Breaking with Moscow, la cual fue un éxito editorial, en un momento en el que, debido a la carrera armamentista reactivada por el presidente estadounidense Ronald Reagan, la Guerra Fría había escalado o se había "recalentado" (varios años después sería llamada "segunda GF" por algunos historiadores). Durante la escritura de su ensayo Shevchenko comentaría que le hubiese gustado saber más inglés a fin de poder transmitir sus ideas y pensamientos con mayor claridad.
Poco más de una década después de esa publicación, murió de una afección al hígado causada por una cirrosis el 28 de febrero de 1998, y sus restos descansan en Washington D. C.
Sería recordado por una cita sencilla pero reveladora: "Puede parecer trivial, pero la libertad es lo más importante que uno puede tener".

## Lectura adicional
- Oleg Kalugin y Fen Montaigne The First Directorate: My 32 years in intelligence and espionage against the West ("El Primer Directorio: Mis 32 años de inteligencia y espionaje contra Occidente", St Martins Press, 1994, 374 páginas, ISBN 0-312-11426-5.